# Sedico
Sedico – miejscowość i gmina we Włoszech, w regionie Wenecja Euganejska, w prowincji Belluno.
Według danych na styczeń 2009 gminę zamieszkiwało 9820 osób przy gęstości zaludnienia 107,4 os./1 km².